# Notiomaso striatus
Espèce
Synonymes
- Beauchenia striata Usher, 1983

Notiomaso striatus est une espèce d'araignées aranéomorphes de la famille des Linyphiidae.

## Distribution
Cette espèce est endémique des îles Malouines.

## Description
Le mâle décrit par Lavery et Snazell en 2013 mesure 2,58 mm et la femelle 2,32 mm.

## Publication originale
- Usher, 1983 : Two spiders in subfamily Mynogleninae (Araneae: Linyphiidae) from the Falkland Islands, South Atlantic. Journal of Zoology, vol. 200, no 4, p. 549-560.